# 慈寧宮

慈宁门牌匾（ᡤᠣᠰᡳᠩᡤᠠ
ᡝᠯᡥᡝ
ᡩ᠋ᡠ᠋ᡴᠠ，Өршөөлт Амгалан Хаалга
）

39°55′08″N 116°23′39″E / 39.919024°N 116.394299°E
慈寧宮（穆麟德轉寫：gosingga elhe gung），位於紫禁城內廷外西路隆宗门西侧，清朝定為太皇太后與皇太后的正宫寢居。

## 历史

### 明朝
慈寧宮位于紫禁城内廷外西路隆宗门以西。明朝永乐年间初建紫禁城时，如今慈宁宫的所在地是仁寿宫、大善殿等殿宇。明朝嘉靖四年（1525年），仁寿宫失火焚毀。嘉靖十五年（1536年）又拆除大善殿，并在原地兴建慈宁宫，嘉靖十七年（1538年）慈宁宫建成。明朝慈宁宫由主宫区以及宫后的两座独立院落，还有外宫墙内的东、西副宫组成。主、副宫区各建有宫墙。
慈宁宫初建時，是明世宗為生母蔣太后而建的寢宫。但蔣太后在此居住不久後便離世，此後慈寧宮成為太皇太后、皇太后或先朝嬪妃的住所。隆庆元年（1567年）、万历二年（1574年），慈宁宫均曾修缮。万历十一年（1583年），慈宁宫正殿遭火灾，万历十三年（1585年）重建慈寧宮正殿並於同年落成。

#### 用途
明朝紫禁城初建时，宮中尚無太皇太后或皇太后，所以未有專供太后居住的寢宮。宣德年间，曾間或以皇太子居住的清宁宫充做太后居所。之後，明朝的太皇太后、皇太后及前朝妃嫔多以慈寧宮、仁寿宫作为寝宫。嘉靖朝，明世宗為蔣太后興建慈宁宫及慈庆宫作为太后寢宫。同時，慈宁宫也是前朝妃嬪的居所。明朝万历年间的慈圣皇太后、泰昌元年（1620年）万历帝的郑皇贵妃、劉昭妃等人都曾慈寧宮此居住。明朝天启七年（1627年）明熹宗驾崩，其妃嬪亦迁居慈宁宫。

### 清朝

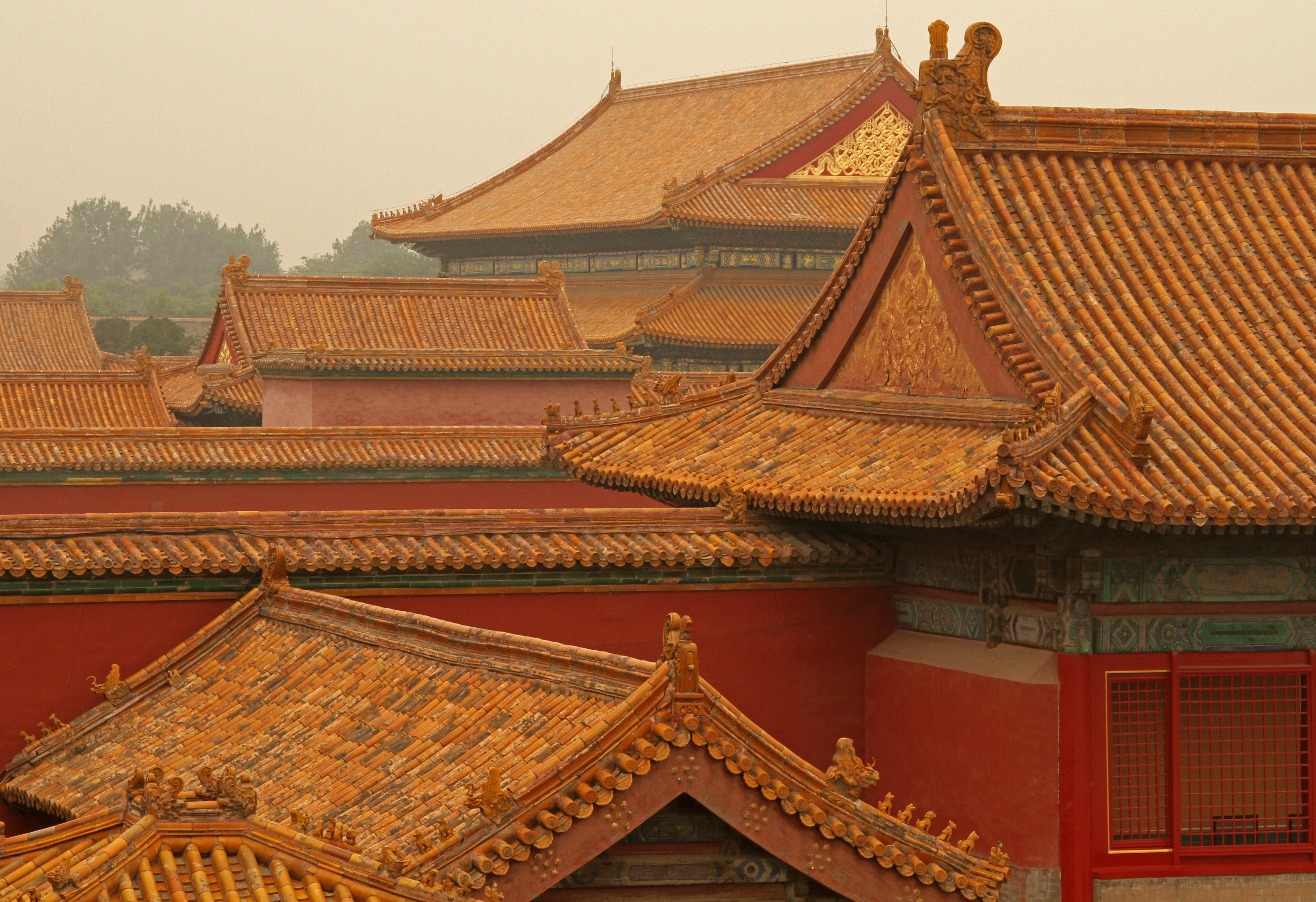
从保和殿后面向西北眺望慈宁宫。右侧为隆宗门。

清朝初期沿用明朝旧制。清朝順治十年（1653年）、康熙二十八年（1689年）、乾隆九年（1744年）、乾隆十六年（1751年）均曾修葺慈寧宮，将其作为皇太后居住的正宫。其中，顺治十年（1653年）为依旧制重建。乾隆元年（1736年）拆除了西侧的外宫墙，辟建寿康宫；将慈宁宫主宫区的内宫墙辟为慈宁宫外宫墙，将内宫墙的廊房改建成围房；将西侧副宫区的后部建筑移到慈宁宫后面（北面），与原“宫后舍”统一规划改建成寿中宫、寿东宫、寿西宫（即中宫殿、东宫殿、西宫殿），并且在原慈宁宫东侧的外宫墙增开了慈祥门，作为这后三宫的进出通道；原来东部副宫区的后部建筑被压缩了面宽，和前面（南面）的两座建筑统一改建成“三所殿”（即头所殿、二所殿、三所殿）。乾隆三十二年（1757年）至乾隆三十六年（1771年），对慈宁宫进行了重建。乾隆三十四年（1769年），将慈寧宮正殿由單檐廡殿頂改建為重檐廡殿頂，並且將後寢殿向後移，从而形成了如今的形制。光绪十七年（1891年）又曾重修慈宁宫。

#### 用途
順治帝親政後，立即為昭聖皇太后修建慈寧宮，慈宁宫暨两妃宫於順治十年六月二十六日正式落成，同年閏六月十二日，皇太后率領懿靖大貴妃和康惠淑妃等當時尚健在的太宗后妃移居此宮。自此慈宁宫成為專供太皇太后、皇太后居住的宮室，由太妃随居。順治十年時的紫禁城尚有永慶宮和永慶門，加之雍正二年八月《各庫買辦等項月摺》記載慈寧宮內永慶宮佛堂供佛一事。由此可知，順治至雍正時期的慈寧宮宮院中，有一座獨立的宮院名為永慶宮，宮院門即為永慶門。永慶宮和永慶門於乾隆初年改建慈寧宮和添建壽康宮後消失不見。
康熙年間，因昭圣太皇太后病歿於慈寧宮，康熙帝有意將停柩的靈堂設在慈寧宮，被眾臣勸止而作罷。康熙帝曾因昭聖太皇太后將後殿寢宮改為大佛堂，而居住東南圍房房，於慈寧宮東修過一座五間寢宮。不久太皇太后過世後，這座寢宮被拆運到了孝陵風水牆外作為暫安奉殿，自此慈寧宮包含後殿、東南圍房都是佛堂並無寢宮，因而無法居住。由於昭聖太皇太后（即孝莊文皇后）這位清朝的開國皇太后具有極高的威望，使得日後清朝歷位太后們皆不敢入居孝莊文皇后生前曾居住過的慈寧宮，從而形成了太后不住太后寢宮的有趣情形。
昭聖太皇太后於康熙二十六年死後，慈宁宫主要用于为皇太后举办重大典礼。每遇皇太后圣寿节、恭上徽号、節慶朝賀、进册宝及公主下嫁等等，都在慈宁宫举办庆典。太后寿辰时，皇帝会亲自在慈宁宫率众行礼，并且和近支皇戚共同彩衣起舞。若皇太后薨逝也在慈寧宮治喪與安奉皇太后的梓宫，皇帝来此行祭奠礼。清朝每逢皇太后圣寿节时，在慈宁门内外陈设有仪仗。皇帝及皇后分别率王公大臣、福晉命妇等人在慈宁门行礼朝贺。
雍正二年八月的內務府檔案《各庫買辦等項月摺》記載，慈寧宮佛堂月例用檀定香二十五束，每束銀四分用銀一兩。慈寧宮內永慶宮供佛、彩畫和天花板等項用水膠一斤十一兩六錢，每斤銀二分用銀三分四厘五毫。乾隆三十六年（1771年）時，乾隆帝生母崇慶皇太后80大壽後一度由壽康宮入居慈寧宮六年，並有皇考裕貴太妃隨住。直至乾隆42年駕崩。

### 民國以後
故宫博物院成立后，於1932年将慈宁宫大殿的格扇换成玻璃窗。1951年，将东、西庑改做室内灰顶，并且增开桶子门，将徽音左门、徽音右门的风门改做玻璃门；南群房室内改做灰顶，改做玻璃窗。1955年，修缮慈宁宫正殿的天花。中华人民共和国初期，慈宁宫北部的寿三宫、东部的西三所被故宫博物院修复组占用，后来故宫博物院修复组先后改为故宫博物院修复厂、故宫博物院文保科技部，仍然占用这些建筑。
1973年初，据说柬埔寨国王西哈努克准备访问洛阳市（后来不知何故一直未来）。当时洛阳市白马寺的佛像在“文化大革命”中被毁。经过联系，国家文物局局长王冶秋向中央请示，调拨慈宁宫大佛堂的全部文物运往白马寺充數，最后经国务院副总理李先念批准。大佛堂内原来的佛像主要有三世佛、十八罗汉。三世佛左右两侧有两尊伽蓝护法，房梁上悬挂着黄缎子帷幔，佛像前的条几、供案上有一些供器，墙壁上挂满壁佛（在木板上雕出佛龛，每个龛内放置一个用香泥作胎、外面涂金粉的小佛像）。这批文物全部迁往白马寺。此次搬迁工作从1973年3月开始，到5月结束，5月这批文物全部运抵洛阳市，数月后便在白马寺大雄宝殿内安装完毕。1974年9月，故宫博物院院长吴仲超来到洛阳市，参观了龙门石窟及白马寺，对大佛堂文物的搬迁复原工作表示满意。另外，洛阳市方面还从故宫博物院东路某殿堂内選走大量家具，又要走几幅名人字画及明清瓷瓶等，共计120余件，放在洛阳博物馆及白马寺。
1983年，按照中央有关精神，白马寺由文物部门转交佛教界管理，恢复宗教活动，白马寺文物保管所也被迁至寺外。1984年8月4日，国家文物局顾问谢辰生致信国家文物局副局长齐光，要求将十八罗汉等文物调回文物部门。齐光于1984年8月12日在此信上批“已阅。此件请李主席批示，齐光（印）八月十二日。”同日，齐光也就此事致信时任中国国家主席李先念的秘书徐桂宝。1984年8月18日，国家主席李先念批示“静仁、穆之同志：十几尊元代夹纻罗汉，可否‘完璧归赵’，另塑泥像，由你们俩协商解决。请酌。先念一九八四年八月十八日。”但至今这批文物仍未归还故宫博物院。故宫博物院方面认为，这批调往洛阳的文物属于洛阳方面暂借，应予归还。洛阳方面则坚持这批文物属于调拨，故拒绝归还。
2013年6月，“平安故宫”工程院藏文物抢救性科技修复保护项目启动。该项目由故宫博物院选择企业及非物质文化遗产传承人，采取技术服务的方式，由企业派文物修复专业技师进驻故宫博物院开展修复工作。2013年9月29日，故宫博物院院长单霁翔表示，慈宁宫文物修复工作室已经开始运作。
2015年10月10日，为庆祝故宫博物院建院90周年，故宫博物院开放了午门雁翅楼及东华门和两者间的城墙、慈宁宫及慈宁宫花园、寿康宫、宝蕴楼，其中慈宁宫开放了慈宁门及东西庑、慈宁宫，作为故宫博物院雕塑馆。其中慈宁宫作为“雕塑荟萃馆”，慈宁门西庑作为“汉唐陶俑馆”，慈宁门东庑作为“修德白石馆”。2016年4月28日，大佛堂明间及东暖阁开放为“佛教造像馆”，位于慈宁宫西侧的徽音右门北庑开放为“砖石画像馆”。

## 建筑
慈宁宫既是主殿的殿名，又是该组建筑群的统称。

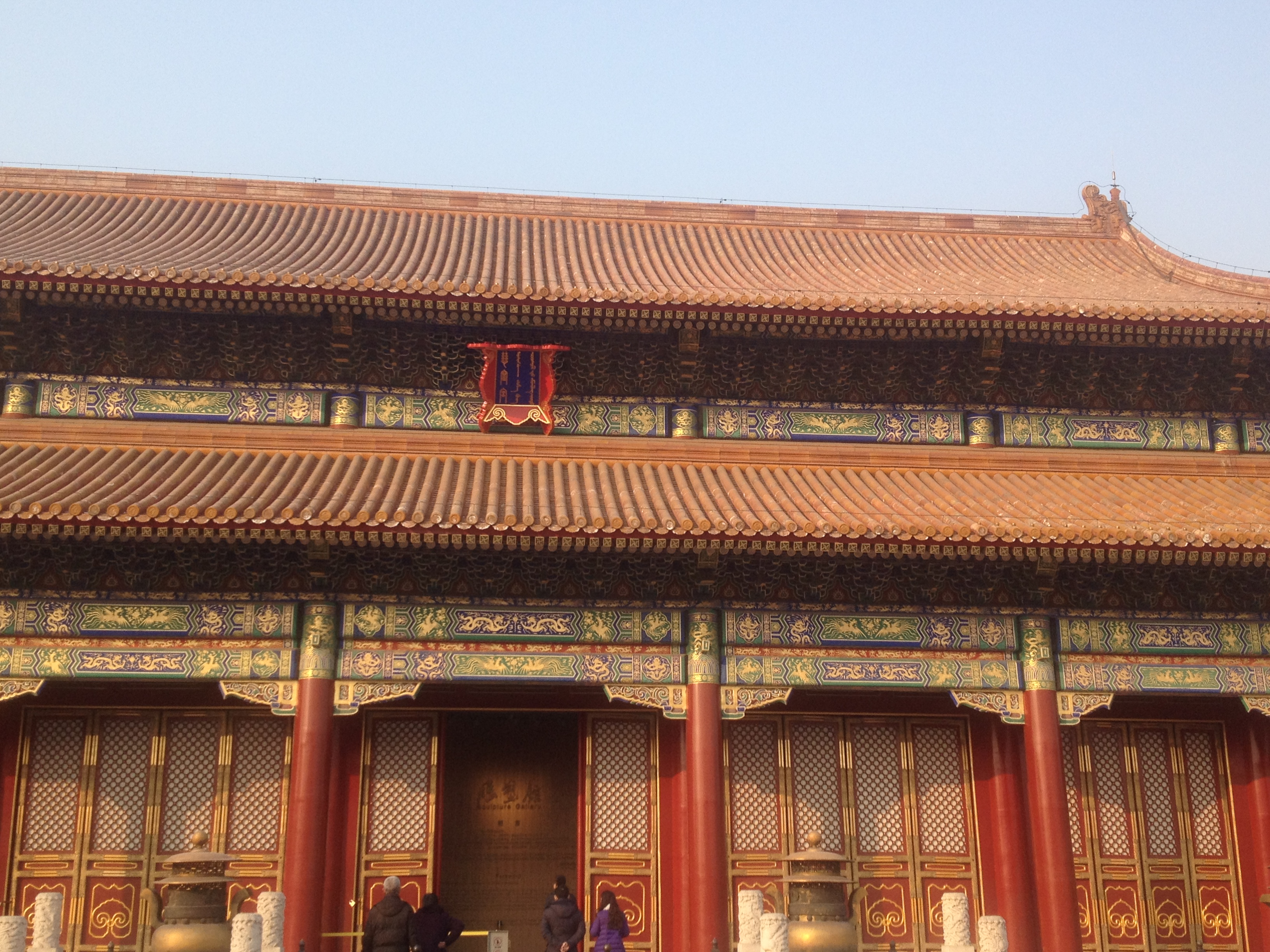
慈宁宫正殿

- 长信门、永康左门、永康右门：慈宁宫门前有一个东西走向狭长的广场，广场东端为永康左门，西端为永康右门，广场南侧中央为长信门。[2]东出永康左门可到隆宗门。长信门与慈宁门相对。
- 慈宁门：位于广场北侧，是慈宁宫的正门。[2]慈宁门始建于明朝，清朝乾隆年间改建慈宁宫时一并拆建。慈宁门为殿宇式大门，面阔五间，进深三间，黄琉璃瓦歇山顶，下有汉白玉须弥座，四周环绕石雕望柱、栏板。慈宁门前出三阶，中央设有龙凤御路石，阶前左右各陈设铜鎏金瑞兽一座。慈宁门内有高台甬道通向正殿慈宁宫的月台。慈宁门的门扉设于明间、次间后檐金柱之间，各开朱漆大门两扇。梢间后檐金柱之间为砖墙，前檐檐柱间各安有双交四椀菱花槅扇槛窗四扇，檐下施单翘单昂五踩斗栱，梁枋绘有金琢墨石碾玉旋子彩画，天花采用沥粉贴金龙凤图案。慈宁门的门额为满文、蒙古文、汉文三种文字的“慈宁门”，其中汉文采用篆体。慈宁门两侧接有黄琉璃瓦顶八字琉璃影壁，壁心的琉璃盒子以及岔角为菊、兰、牡丹等花卉图案。影壁后面有转角庑房与慈宁门的两山相连接。[9]
- 徽音左门、徽音右门：慈宁门内，东西两侧是廊庑，折向南和慈宁门连接，向北直达后寝殿（即大佛堂）的东、西耳房。前院东庑、西庑正中各开一门，东曰徽音左门，西曰徽音右门。[2]
- 慈宁宫：为正殿，前后出廊，黄琉璃瓦重檐歇山顶。面阔七间，其中中央的五间各开四扇双交四椀菱花槅扇门；两梢间是砖砌坎墙，各开四扇双交四椀菱花槅扇窗。殿前有月台，月台正面出三阶，左右各出一阶，月台上陈设有四座鎏金铜香炉。慈宁宫的东西两山设有卡墙，各开垂花门，通往后院。慈宁宫的宫额为满文、蒙古文、汉文三种文字的“慈宁宫”，其中汉文采用篆体。[2]
- 大佛堂：大佛堂是慈宁宫的后殿，为清朝太后、太妃礼佛之所，可能由于是紫禁城各个佛堂中体量最大者，故俗称“大佛堂”。大佛堂面阔七间，进深三间，黄琉璃瓦歇山顶。大佛堂前的月台上陈设有香炉、香筒。大佛堂内装修十分讲究，供案、佛龛、佛像、佛塔、佛经、法物、供器等陈设非常多。其中传为元朝干漆夹纻三世佛与十八罗汉像都是传世塑像中的珍品。大佛堂内原来悬挂清朝康熙帝“万寿无疆”御书匾、乾隆帝“百八牟尼现庄严宝相，三千薝蔔闻清净妙音”、“人天功德三摩地，龙象威神两足尊”御书联两副。大佛堂的东庑也是佛堂，其内原来悬挂康熙帝“四星客华”御书额。清朝在大佛堂设首领太监、副首领太监、太监共39名（其内充喇嘛者过半），负责大佛堂的日常洒扫、念经、上香等等事宜。如今大佛堂建筑保存完好，内部的佛像、龛案等陈设于文化大革命时期借往洛阳白马寺大雄宝殿内供奉。[11]
- 西三所（头所殿、二所殿、三所殿）：位于慈宁宫东部。康熙二十六年，将慈宁宫东部的五间新建宫殿拆迁至孝陵附近，这是因为昭圣太皇太后生前非常喜欢这组宫殿。这组宫殿拆除后，在原址建设头所殿、二所殿、三所殿。三座殿均各成一院，自南向北排列。其中头所殿在慈宁宫的正东；二所殿在大佛堂的正东；三所殿在东宫殿的正东。院内建筑均覆灰色筒瓦。头所殿以南，有一座排房，南北长、东西窄，位于东侧的宫墙内，后来拆除改建为故宫博物院的职工浴室，2014年为消除安全隐患，建设“平安故宫”，故宫博物院拆除砖混结构的职工浴室[17]；该排房南侧另有一座排房，位于慈宁宫外围宫墙内的东南角，东西长、南北窄，顶覆黄琉璃瓦，其南为慈宁宫南侧外围宫墙，其北有一东西走向的院墙，与上述北侧的排房相隔。
- 寿三宫（西宫殿、中宫殿、东宫殿）：位于大佛堂以北。是三座规制完全一样的三合院，分别位于西、中、东。其中，中宫殿处在慈宁宫的中轴线上。寿三宫前和大佛堂之间有一条甬道，甬道东西两端各有一门，其中的东门正对东侧的慈祥门。
- 慈祥门：位于三所殿前的通道东端，开在三所殿和二所殿之间。慈祥门坐西朝东。门上没有挂匾额。门外侧挂有“故宫博物院科技部”的方形名牌。

慈宁宫建筑群南端广场南侧正中央的长信门以南，是一条南北走向的甬道。该甬道位于慈宁宫花园和造办处之间。甬道上开有五座门，除了甬道北端的长信门之外，其他四座门分别为：
- 永安门：位于长信门以南，现已无存。
- 长庆门（南天门）：长庆门，又名南天门，位于甬道最南端。该门与慈宁宫花园的南墙平齐。
- 揽胜门：位于甬道中部的西侧，慈宁宫花园的东墙上，为一朴素的随墙门。该门坐西朝东，入门为慈宁宫花园。
- 迎禧门：位于甬道中部的东侧，造办处的西墙上，为一朴素的随墙门。该门坐东朝西，入门为造办处。

## 雕塑馆
1958年8月31日，故宫博物院雕塑馆首次对观众开放。馆址设在奉先殿，主要展品有商周时期的铜、石兽形雕像、长沙出土的战国彩绘木俑，两汉畜禽陶俑及画像石、曲阳修德寺等地出土的北朝造像、洞庭东山紫金庵宋代泥塑罗汉像、与居庸关浮雕天王像媲美的元代道教浮雕神将像、明代何朝宗达摩像等德化窑瓷塑，清代泥人张泥塑。雕塑馆还陈列有西汉霍去病墓石刻复制品，从云冈石窟、龙门石窟、麦积山石窟等石窟翻制的佛教造像。
文革爆发后，奉先殿的故宫博物院雕塑馆陈列的雕塑被视为“封建糟粕”，高达殿顶的龙门石窟奉先寺菩萨像等原作翻制品被全部砸毁。雕塑馆中的所有文物原件则收回库房保存。
此后，大型群雕《收租院》进京展览，入驻奉先殿达数年。《收租院》退出故宫博物院以后，被占据多年的奉先殿在1980年代改为故宫博物院钟表馆开放。故宫博物院藏雕塑只能通过历年所办的斋宫隋唐陶俑展、保和殿西庑“天府永藏”展等专题展览零星展出。
2015年故宫博物院雕塑馆在慈宁宫重新开馆，其中慈宁宫作为“雕塑荟萃馆”，慈宁门东西庑分别作为“汉唐陶俑馆”、“修德白石馆”。展出从秦朝到清朝的400余件雕塑文物，包括秦兵马俑、东汉永和五年石羊、北齐石佛像及菩萨像、唐开元二年陶俑、北宋木雕彩绘贴金观音像、清代银鎏金六世班禅像等，这也是故宫博物院首次采用无任何遮挡的方式呈现文物。
2016年，慈宁宫大佛堂明间及东暖阁开放为“佛教造像馆”，徽音右门北庑开放为“砖石画像馆”。其中，大佛堂明间展出佛教造像70尊，包括西晋青瓷佛像，北魏泥塑彩绘供养菩萨像，唐代善业泥、石比丘像，宋、辽、金、明、清各代的木雕佛、菩萨、罗汉像，明代夹纻佛像，明清德化窑白瓷塑像，清宫旧藏寿山石十八罗汉像等；大佛堂东暖阁展出金铜质地佛教造像74尊，始自十六国时期，讫于清代，分汉地佛教造像、藏传佛教造像两类；徽音右门北庑的“砖石画像馆”展出画像石与画像砖62件，主要是汉代作品，还有十六块是宋代二十四孝题材的砖雕。